# قطعنامه ۱۱۶۵ شورای امنیت
قطعنامه ۱۱۶۵ شورای امنیت سازمان ملل متحد که در تاریخ ۳۰ آوریل ۱۹۹۸ (۱۰ اردیبهشت ۱۳۷۷) تصویب شد، سندی بین‌المللی دربارهٔ دادگاه بین‌المللی برای رواندا است. این قطعنامه طی نشست ۳۸۷۷ام با ۱۵ رای موافق، ۰ مخالف و ۰ ممتنع تصویب شد.